# Red Bank 4
Pour les articles homonymes, voir Red Bank.
Red Bank 4 est une réserve indienne du comté de Northumberland, à l'est de la province canadienne du Nouveau-Brunswick. Son territoire est composé de deux parties, l'une à la limite entre Northesk et Southesk, un autre à limitrophe de Red Bank 7, Southesk et Sunny Corner.

## Toponyme
Le nom Red Bank, qui signifie berge rouge, est une traduction du nom micmac Metdeppnnakeyaka.

## Administration

### Représentation et tendances politiques
Nouveau-Brunswick: Red Bank 4 fait partie de la circonscription provinciale de Miramichi-Sud-Ouest, qui est représentée à l'Assemblée législative du Nouveau-Brunswick par Jake Stewart, du Parti progressiste-conservateur. Il fut élu en 2010.
 Canada: Red Bank 4 fait partie de la circonscription électorale fédérale de Miramichi, qui est représentée à la Chambre des communes du Canada par Tilly O'Neill-Gordon, du Parti conservateur. Elle fut élue lors de la 40e élection fédérale, en 2008.